# Süßer See
Süßer See er en sø i Landkreis Mansfeld-Südharz i den tyske delstat Sachsen-Anhalt . Den får vand fra bækken Böse Sieben og munder ved Seeburg ud i floden Salza. Komunerne Seeburg, Aseleben og Lüttchendorf støder op til søen. Søen har et areal på ca. 250 ha.
Søen er opstået ved en aflejring af salt i undergrunden, så trods sit navn (süß betyder fersk) er det en saltsø.
51°29′43.49″N 11°40′22.28″Ø / 51.4954139°N 11.6728556°Ø